# James Cronin
James Watson Cronin (Chicago, 29 settembre 1931 – Saint Paul, 25 agosto 2016) è stato un fisico statunitense, vincitore, insieme a Val Fitch, del premio Nobel per la fisica nel 1980, per «la scoperta di violazioni dei principi fondamentali di simmetria e il decadimento dei mesoni K-neutro» (simmetria CP).